# 巴哈伊信仰的教义
巴哈伊教义指由巴哈伊信仰的创立者巴哈欧拉提出的大量神学理论、社会生活准则、精神原则，这些内容被其后的信仰核心-巴哈欧拉的儿子阿博都巴哈、阿博都巴哈的外孙守基·阿芬第进行了释明。这些教义被书写在大量的巴哈伊文献中。巴哈伊认为，巴哈伊教义连同过去的宗教（如伊斯兰教、基督宗教）的权威教义均为上帝的启示。
巴哈伊教义包括关于上帝、上帝的使者、和人类的神学理论，以及关于人类无论性别、种族、阶层一律平等，宗教和科学并行不悖，普及教育，消除极端富有和贫穷等社会准则。

## 概要
巴哈伊信仰中最重要和最特别的原则是爱与团结。
巴哈伊信仰在1921年至1947年的信仰核心守基·阿芬第曾写下他认为的巴哈欧拉教义的特别原则，他说除了《亚格达斯经》中命定的律法外，构成巴哈伊信仰基石的是：
獨立探求真理，不受迷信或傳統約束，人類一體，巴哈伊信仰的中心原則和基本教義；所有宗教的基本統一；谴责一切形式的偏见，无论宗教、种族、阶层或民族；宗教與科學的和諧共處；男女平等，男性和女性如同人類之鳥得以翱翔的雙翼；義務教育；采用一種世界輔助語言；消除極端貧富；裁決國與國之間爭端的世界法庭機制；以服務之精神進行的工作擁有崇拜之地位；頌揚正義為人類社會的主導原則，宗教為保護各民族和國家的堡壘；以及實現全人類的最高目標，即建立永久的世界和平。

## 团结
巴哈伊信仰的核心主张是三个“合一”，这个观念在信仰中处于中心地位。它们是”上帝唯一“、”宗教同源“和“人类一体”。 巴哈伊圣作认为有且只有一个全能的上帝，通过连续不断的上帝的显示者或教育者揭示他的信息，而因此形成的宗教是同一个渐进启示的宗教，启示的对象亦为同一个人类，这些人类同意有着理性的灵魂，不同的仅为他们的肤色和文化。这个基础性的观念不仅为巴哈伊信仰的观念，还表明了巴哈伊信徒对其他天启宗教的态度。巴哈伊对世界所有种族和文化的接受度给巴哈伊社区带来了多样性，使其成为世界上传播第二广泛的宗教，并使其文献被翻译超过800种语言。

### 上帝唯一
巴哈伊信仰基本秉持一神论的观点，认为上帝是自生、常在的一切受造物之源。在巴哈伊信仰中，上帝被描述为“不可知的、不可见的、永存的、全知的、全在的、全能的人格神（“ Personal God”），是一切启示之源”。上帝作为超验的存在，其形象只通过受造物反应。上帝创造受造物的目的是让受造物认识并爱其创造者。
巴哈伊认为，尽管不同的文化与宗教对上帝的概念与其本质的认知各不相同，但是巴哈伊相信其最终有着相同的指向。那些不同之处亦未被简单的认为是因互相冲突的文化而对上帝这一概念的互相冲突的建构，而是因为不同的社会环境有着各不相同产生的社会需要，而对神圣指引的不同反应。
巴哈伊认为，因为人类认知能力的限制，没有可能获得关于上帝的直接知识，亦无法对上帝这一概念作出准确的定义。人类为上帝附加的像“全能”、“至爱”等属性，来源于人们对“能力”或“爱”的具有局限性的体验。巴哈欧拉进一步认为，有关上帝的属性的知识系通过上帝的显示者向人类显现。
巴哈伊信仰的神为人格神，即神具有理性与感知爱的能力，巴哈伊文献清楚的阐明，这不意味着上帝具有具有人类的外貌或有任何物理形态。

### 宗教同源
巴哈伊认为实质上只有一个天启宗教。随着人类的成熟和理解能力的成长，上帝通过不同的上帝的显示者渐进的启示各宗教。各宗教的外在表现不同，是因为历史阶段和地域差别对宗教的不同需要所致。巴哈欧拉宣称其系继耶稣、佛陀、穆罕默德等神圣使者后之的，最新的（但不是最后一位）上帝的显示者。
巴哈伊认为，上帝的显示者具有双重特质，既有人类特质，也有神圣的特质。他们具有神圣特质，因为他们都来自同一个上帝并阐述其意旨；他们具有人类特质，因为每位上帝的显示者以不同的称谓为大家所知，具有各自特定的任务，并作出不同的启示。巴哈欧拉多次表明，否认任何一位上帝的显示者，就是否认其全部，就是否认上帝本身。关于上帝的显示者之间的关系，巴哈欧拉写道：
上帝已经命定认识这些圣洁者等同于认识上苍本身。谁认知了祂们，谁就认知了上苍；谁响应了祂们的号召，谁就响应了上苍的呼声；谁证明了祂们的启示是真理，谁就证明了上苍是真理；谁背离祂们，谁就背离了上苍，谁不信祂们，谁就不信上苍；祂们都是连接这个世界和在天国的上苍的道路，是给天地间一切人的上苍的真理的标准，是上苍在人间的圣使，是上苍的真理的明证，是上苍的荣耀的表征。

### 人类一体
巴哈伊认为只有一个人类，在上帝的眼中所有的人类均为平等，且人类一体性超越了种族、民族、性别、种性和社会阶层，并珍视人类的此种多样性。阿博都巴哈认为，人类的团结现在已经成为“在现今的宗教和政治条件下的首要问题”。巴哈伊圣作中确认了人类在生物上、政治上和精神上的一体性。巴哈欧拉就此写道：
你们是一树之果，一枝之叶。你们当至为仁爱、和谐、友善与融洽地彼此相待。
关于生物上的一体性，巴哈伊认为，种族和民族之间的差异是或仅为外在的差异（如肤色），或是不同的环境和教育的结果。一个基础的巴哈伊教义是消除一切形式的偏见，这意为人们不仅要消除种族偏见，也要消除如性别歧视等其他所有形式的偏见。
巴哈伊认为，民族和文化的多样性将会持续存在，但是人类首先应对人类整体负责，而非进一步细分的，如种族、民族或部落等小群体负责。如果人们能如此作为，则终结的将不止是战争，还包括各种群体的对抗。
当然，巴哈伊说的全世界及其民众的统一，并非指全世界都应保持一致，相反，巴哈伊文献在颂扬了人类一体性的同时，确认了文化、民族及个人多样性的价值，即“多样性的统一”。在巴哈伊文献中，常常以花园中每个颜色各异的花朵为都为整个花园增添一份美来类比“多样性的统一”。

## 渐进启示
巴哈伊认为上帝有规律的派遣使者以揭示其意愿，该使者称为“上帝的显示者”。而每个使者都订立了圣约并建立了宗教。巴哈伊认为，上帝派遣使者的过程不会停止。这和许多其他的信仰系统认为他们的先知是最后一个先知不同。上帝的显示者连续不断的创立宗教对人类的教诲是不断递进的，每位新的显示者都带来比之前更多的信息。而不同的显示者揭示的内容不同，不是因为各个显示者的个人特质的不同，而是由不同的世俗、社会和人性背景的因素导致；具体而言包括人类所处境的不同、各时代的所需的不同、灵性接受能力的不同等。考虑到人类从家庭、部落到国家这样缓慢而渐进的不断往更高阶段发展的过程，这样渐进的启示是完全必要的。
因此，宗教真理并非绝对，而是相对于其接受者而言。每个使者宣布终极的道德和灵性真理被其后的使者更新，是因为人类的灵性和物质条件在其间得到了发展。巴哈伊认为，人类的灵性能力和接受度的不断发展，导致人类对灵性真理理解的外延也在不断扩展。
巴哈欧拉解释道，上帝的连续不断的使者出现就像一年之中春季的到来。他们给世界带来了新的生命，也更新之前使者的教诲。他也将世界比作人类躯体，将启示比作“正义和智慧之袍”。
巴哈欧拉在《亚格达斯经》中提到，上帝大约每一千年就会更新“上帝之城”，并提到巴哈欧拉作出启示的一千年内，不会有新的上帝的显示者出现。

## 社会生活准则

### 男女平等
巴哈伊支持性别平等，巴哈欧拉曾说在灵性地位上男女没有区别。阿博都巴哈曾写道，男女在美德与智慧上拥有同样的潜力，并且将两性与文明的进步和鸟之两翼相比，认为两翼对飞翔都是必须的。在这个意义上，巴哈伊将性别平等看作为对世界的团结与世界秩序建立非常重要的精神和道德标准，并且认为这一原则应施行在个人、家庭与社区生活中。
巴哈伊同意男女在灵性与社会地位上完全平等的同时，承认在特定的领域存在性别的特殊性或差异性。男女拥有不同的能力与特质，使其能擅长扮演的角色也不同。因此，巴哈伊圣作中曾经提到有些情况下男性较适合，而有些情况下女性较适合。如女性因其生物特性，将来会成为母亲，并将成为其子女的第一个教育者，所以应让女性有更多的机会接受教育。除了成为世界正义院委员，男女均有同等资格在巴哈伊行政机构中担任职务。关于女性成为世界正义院委员的限制，阿博都巴哈曾说，这是具有智慧的规定，而其理由将在将来显现。在巴哈伊国家级的行政机构中，女性担任职务的比例超过其在社会中担任相应职务的比例。截至2010年，世界女性议员的比例为19%，而女性在巴哈伊国家灵理会担任委员的比例已达39%。

### 宗教与科学的和谐
宗教与科学的和谐是巴哈伊的核心教义之一。这一教义表明真理是唯一的，因此真正的科学与真正的宗教必然是和谐一致的。巴哈伊信仰拒绝宗教与科学处于对立中的观点。阿博都巴哈曾说，如果人类只用宗教之翅飞翔，他很快便会落入迷信的困境，反过来说，如果他只靠科学之翅飞翔，他也不能前进，而会落入绝望的物质主义泥沼。他谴责仅仅根植于物质主义的文明，认为这会带来道德问题。阿博都巴哈认可理性力量对理解宗教真理的重要性。

### 普及义务教育
教育在巴哈伊信仰中备受重视，巴哈伊圣作中明确应普及义务教育。除了艺术、贸易、科学和职业教育外，巴哈伊教义特别重视道德和灵性教育。巴哈欧拉认为个人灵性的提升不能没有灵性教育，因此儿童在年幼时就需要有灵性教育。他也强调了关于工作和职业方面的世俗教育的重要性。巴哈伊认为让子女得到教育是父母的义务，而让女孩得到教育则更应得到重视。

### 普及辅助语言
基于对人类一体的重视，巴哈伊教义将提升全世界人类的交流看作促进世界团结与和平的重要组成部分。巴哈伊教义将繁杂的语言看作阻碍团结的重要原因，因为过于繁杂的语言阻碍信息的自由流动，并且让普通人形成对世界性事件的全球视野的难度加大。
巴哈欧拉认为，缺少通用的语言是阻碍世界团结的重要因为障碍，因为来自不同语言环境的人缺少交流破坏促进世界和平的努力，他督促人类在母语之外选择一门辅助语言，并在学校中教授，这样使用不同的语言的人就能互相理解。他还认为，世界各个部分的最终团结，只有在采用了一门通用的辅助语言后才会实现。
巴哈欧拉强调，辅助语言的适用不应抑制已经存在的自然语言，即“多样性的统一”这一原则也应体现在语言方面。巴哈伊认为文化的多样性与团结并不相斥，所以不论过去还是现在，巴哈伊在追求的团结的同时拥抱文化的多样性。因为存在各类文化，人类世界才更加多彩。巴哈伊认为，有一门国际性的辅助语言，将降低自然增长的优势语言对弱势语言的压力，因此反而有益于对弱势语言的保护及相应的少数文化。

### 独立探求真理
巴哈欧拉认为每个人应通过其自身获取知识，而非盲目的跟随他人，这对巴哈伊来说是一项基础性的义务。他说，因为真理是唯一的，所以当每个个体独立探求时，他们都将会通往同一个地方，而这有助于实现人类一体。巴哈伊被禁止与圣约破坏者联系或阅读他们的著作。此外，当巴哈伊出版与解释信仰有关的材料时，为了保证相关材料的可靠性，他们会将待出版的内容提交给巴哈伊行政机构进行检查，这一过程被一些人称作“内容评估”。

### 消除极端贫富
巴哈伊认为，消除极端富有和贫穷是非常重要的。阿博都巴哈曾说无论贫穷和极端富有，都不应在一个富有同情心的社会存在。因为贫穷使人消沉、极端富有使人背负太多负担。巴哈欧拉曾写道，富人应该照顾穷人，他們是我的托付。巴哈伊认为有很多种方式应对极端富有和贫穷，机构性的方式如胡辜库拉，人们之间建立互相关爱的观念也十分重要。
巴哈伊致力于消除极端贫富，但并不意味着其倡导共产主义，相反巴哈伊支持个人财产的法制化。阿博都巴哈对该问题进一步表示道，财富本身并非邪恶的，其可为正义之事。

## 圣约
圣约在巴哈伊信仰中指代上帝与人类间的两个具有约束力的约定。他们是由每位上帝的显示者与其追随者订立的关于承认其启示期的“至大圣约”；以及每个宗教的显示者去世后，订立的关于信仰核心继承权威性的“次大圣约”。
至大圣约指每位上帝的显示者与其追随者订立的，关于下一位上帝的显示者到来的约定。巴哈伊信仰认为，上帝允诺将不断的派遣显示者来指引人类。每个宗教经典都有关于显示者的预言，而每个上帝的显示者，如亚伯拉罕、摩西、耶稣、穆罕默德、巴孛和巴哈欧拉都预言了下一位显示者。另一方面，每个宗教信徒都有义务调查后续显示者宣示的真实性。
次大圣约指关于承认、接受显示者继承者权威性的教义及律法的约定。巴哈伊认为，巴哈欧拉的圣约的明确提出是该宗教的基础特征，也是该信仰与其信徒之间维持团结的强大保证。

## 神秘教义
巴哈伊信仰中的神是独一的、具有人性的、难以接近的、全知的、全在的、永存的，是一切事物的创造者。上帝的存在与时空一样，没有开端也没有结束。巴哈伊认为，上帝过于伟大以至于人类无法完全理解，也无法凭借自身的力量对其进行准确的描绘。因此，人类对上帝的理解需要通过其显示者的揭示。在巴哈伊信仰中，上帝经常以其称号或属性指代（如全能的、全善的），可见巴哈伊基本秉持一神论的观点。巴哈伊认为，人类应尽可能体现上帝的属性来崇拜上帝，并在其灵性道路上提升自己的潜能。根据巴哈伊教义，人类被造生的目的是通过祈祷、冥想和服务人类等方式来认识和崇拜上帝。
巴哈伊认为，人类具有“理性的灵魂”，而这种属性让人类具有认识上帝，并意识到其与其创造者的关系的能力。每个人都有义务通过上帝的显示者认识上帝，并遵从他们的教义。巴哈伊认为，人类通过承认并服从上帝、服务人类、祈祷等灵性活动得以使其灵魂更佳亲近上帝。在人类去世后，其灵魂进入下一个世界，而我们在此世中得到发展的灵魂，将在彼世中被评价，并成为进一步提升的基础。巴哈伊相信灵魂的永恒而非转世。此外，巴哈伊认为天堂及地狱意味着在此世和彼世亲近上帝或远离上帝的精神状态，而非在人去世后受到嘉奖或惩罚的物理存在。

### 引用
1. 1 2  Smith 2008，第52–53頁
2. ↑  . bahai.com. March 26, 2006  [June 14, 2006]. （原始内容存档于June 15, 2006）.
3. ↑  Smith 2008，第166頁
4. ↑  Effendi 1944，第281頁
5. 1 2 3  Hutter 2005，第737–740頁
6. 1 2  Britannica 1988
7. ↑  The National Spiritual Assembly of the Baha'is of the United States. . bahai.us. 2006  [2006-08-03]. （原始内容存档于2006-08-05）.
8. ↑  Hatcher 1985，第74頁
9. 1 2  Smith 2008，第106頁
10. ↑  Effendi 1944，第139頁
11. ↑  Smith 2008，第111頁
12. ↑  . . Chicago: Encyclopaedia Britannica: 797. 2005. ISBN 1-59339-236-2.
13. ↑  Adamson 2007，第186–188頁
14. ↑  Smith 2008，第109頁
15. ↑  Bahá'u'lláh 1976，第346頁
16. ↑  Hatcher 1988，第128頁
17. ↑  Hatcher & Martin 1985，第78頁
18. ↑  Bahá'u'lláh 1976，第288頁
19. ↑  Hatcher 1988，第82頁
20. ↑  Danesh & Fazel 2004，第35頁
21. ↑  Hatcher 1988，第79頁
22. 1 2 3  Smith 2000，第276–277頁
23. 1 2 3 4 5  Lundberg 1996
24. ↑  McMullen 2000，第7頁
25. 1 2  Smith 2008，第143頁
26. ↑  Smith 2008，第144頁
27. 1 2  Smith 2000，第359頁
28. ↑  . Inter-Parliamentary Union. 30 June 2010  [2010-08-16]. （原始内容存档于2007-03-30）.
29. ↑  Baha'i World Centre. . Statistics. Bahá'í Library Online. March 10, 2008  [2010-08-08]. （原始内容存档于2010-10-06）.
30. 1 2 3  Smith 2000，第306–307頁
31. 1 2  Smith 2000，第290–91頁
32. 1 2  Smith 2000，第130–31頁
33. 1 2  Meyjes 2006，第27頁
34. ↑  Smith 2008，第139頁
35. 1 2 3  Hatcher & Martin 1998，第96–97頁
36. ↑  Stockman 2000，第9頁
37. ↑  Esslemont 1980，第164頁
38. ↑  Gandhimohan 2000
39. ↑  Smith 2000，第195頁
40. ↑  .   [2017-06-05]. （原始内容存档于2010-10-06）.
41. ↑  .   [2017-06-05]. （原始内容存档于2012-11-09）.
42. 1 2 3  Smith 2000，第128–29頁
43. 1 2 3  Smith 2008，第142–43頁
44. 1 2 3 4 5 6  Smith 2000，第267–268頁
45. ↑  Hatcher & Martin 1998，第127–130頁
46. ↑  Smith 2008，第106頁
47. ↑  Britannica 1992
48. 1 2 3  Hatcher 2005，第1–38頁
49. 1 2  Cole 1982，第1–38頁
50. ↑  McMullen 2000，第57–58頁
51. ↑  Masumian 1995